# Gesneria rindgeorum
Gesneria rindgeorum là một loài bướm đêm trong họ Crambidae.